# Glenn Hughes
Glenn Hughes (Cannock, Staffordshire, 21. kolovoza 1951.), britanski je basista i pjevač, najpoznatiji po svom djelovanju tijekom sredine 1980-ih kao vokal heavy metal sastava Black Sabbath te kao basist i pjevač sastava Deep Purple u postavama MK III & IV.

## Glazbena karijera
Hughes je bio vođa sastava 'Finders Keepers' kao basista i pjevač, kao i britanskog funk-rock sastava 'Trapeze'. Hughes nakon toga između 1973. i 1976. godine, odlazi da svira bas-gitaru i pjeva u hard rock sastav Deep Purple. Nakon odlaska iz Purple, okreće se svojoj solo karijeri. 1982. godine, zajedno s gitaristima Patom Traversom i Patom Thrallom, pod nazivom 'Hughes/Thrall', objavljuje jedan album pod istim nazivom, koji je u to vrijem prošao gotovo nezapaženo, ali ga sada mnogi obožavatelji citiraju kao jednog od omiljenih Glenn Hughesovih albuma. Sredinom osamdesetih, Hughes snima albume s mnogim sastavima i glazbenicima uključujući i 'Phenomena', ("Phenomena" Phenomena II: Dream Runner"), Garya Moorea ("Run For Cover") i Black Sabbath ("Seventh Star", iako je to bio solo album od Sabbathovog gitariste Tonyja Iommia, a nije mogao da bude objavljen kao Sabbathov album zbog pritiska od izdavačke kuće). 
U to vrijeme Glenn je imao zdravstvenih problema s debljinom, drogom i alkoholom, a oni su ozbiljno počeli utjecati na njegove glazbene projekte. To je dovelo do prekida suradnje s Garyem Mooreom i Tonyjem Iommiom, jer Glenn radi zdravlja nije moga pravilno svirati po turnejama. Glenn je u takvom stanju bio do kraja osamdesetih, a 1991. godine vrća se potpuno čist i trijezan s velikim hitom  "America: What Time Is Love?", zajedno s 'The KLF-om'. Također je snimio jedan melodičan rock studijski album Face The Truth, zajedno s gitaristom iz sastava Europe,  Johnom Norumom, prije nego što je ponovno krenuo na međunarodnu solo karijeru i usredotoči se na taj trenutak. U 1999. godini, Glenn Hughes je napravio kratak doprinos na turneji Tommya Bolina u Teksasu, gdje je svirao s njegovim bratom Johnnyjem na bubnjevima.
U 2005. godini, Hughes je objavio album Soul Mover, na kojemu se nalazio materijal s europske turneje. Također surađuje s Black Sabbathovim gitaristom Tonyjem Iommiem na njegovom solo albumu Fused iz 2005. Nakon toga Glenn 2006. godine, objavljuje album Music For The Divine, na kojemu su radili Red Hot Chili Peppersovi članovi Chad Smith i John Frusciante. Glenn je povodom objavljivanja albuma održao turneju diljem Europe.
Najnoviji album pod imenom First Underground Nuclear Kitchen, objavljen je 9. svibnja 2008. godine u Europi, a 12. svibnja u ostatku svijeta. Najavio je turneju ali se trenutno bavi pisanjem svoje autobiografije kojoj je autor Joel McIver.

## Diskografija

### Solo
- Play Me Out (1977.)
- L.A. Blues Authority Volume II: Glenn Hughes - Blues (1992.)
- From Now On... (1994.)
- Burning Japan Live (1994.)
- Feel (1995.)
- Addiction (1996.)
- Greatest Hits: The Voice of Rock (1996.) (kompilacija)
- Talk About It EP (1997.)
- The God of Voice: Best of Glenn Hughes (1998.) (kompilacija)
- The Way It Is (1999.)
- From the Archives Volume I - Incense & Peaches (2000.)
- Return of Crystal Karma (2000.)
- A Soulful Christmas (2000.)
- Days of Avalon (VHS) (2001.) (prvo službeno video izdanje)
- Building the Machine (2001.)
- Different Stages - The Best of Glenn Hughes (2002.)
- Songs in the Key of Rock (2003.)
- Soulfully Live in the City of Angels (DVD i CD) (2004.)
- Soul Mover (2005.)
- Freak Flag Flyin' (2005.)
- Music for the Divine (2006.)
- This Time Around (2007.) (kompilacija)
- Live in Australia (DVD i CD) (2007.)
- First Underground Nuclear Kitchen (2008.)

### Finders Keepers
- Sadie, the Cleaning Lady (1968) (singl)

### Trapeze
- Trapeze (1970.)
- Medusa (1970.)
- You Are the Music...We're Just the Band (1972.)
- Live in Texas - Dead Armadillos (1981.)
- Welcome to the Real World (1993.) (uživo 1992.)
- High Flyers: The Best of Trapeze (1996.) (najbolje od 1970. – 1976.)
- On the Highwire (2003.) (najbolje od 1970. – 1994.)

### Deep Purple
- Burn (1974.)
- Stormbringer (1974.)
- Made in Europe (1975.)
- Come Taste the Band (1975.)
- Last Concert in Japan (1976.)
- Live in London (1982.)
- Singles A's & B's (1993.)
- On the Wings of a Russian Foxbat: Live in California 1976 (1995.)
- California Jamming: Live 1974 (1996.)
- Mk. III: the Final Concerts (1996.)
- Days May Come and Days May Go, the California Rehearsals, June 1975 (2000.)
- 1420 Beachwood Drive, the California Rehearsals, Part 2 (2000.)
- This Time Around: Live in Tokyo (2001.)
- Listen Learn Read On (2002.)
- Just Might Take Your Life (2003.)
- Perks and Tit (2004.)
- Live in Paris 1975 (2004.)
- Burn 30th Anniversary Edition (2004.)
- Live in California 74 (DVD) (2005.)
- Live in London (2007.) (remastered)

### Tony Iommi
- Black Sabbath featuring Tony Iommi - Seventh Star (1986.)
- Tony Iommi zajedno s Glennom Hughesom - The 1996 DEP Sessions (2004.)
- Tony Iommi zajedno s Glennom Hughesom - Fused (2005.)

### Ostalo
- Roger Glover i Guests - The Butterfly Ball and the Grasshopper's Feast (1974.)
- Jon Lord - Windows (1974.)
- Tommy Bolin - Teaser (1975.)
- Various Artists - The Wizard's Convention (1976.)
- Pat Travers - Makin' Magic (1977.)
- 4 On The Floor - same (1979.)
- Climax Blues Band - Lucky for Some (1981.)
- Hughes/Thrall - Hughes/Thrall (1982.)
- Night Ranger - Midnight Madness (1983.)
- Heaven - Where Angels Fear to Tread (1983.)
- Phenomena - same (1985.)
- Gary Moore - Run for Cover (1985.)
- Razni izvođači - Dragnet (1987.)
- Phenomena II - Dream Runner (1987.)
- Whitesnake - Slip of the Tongue (1989.)
- XYZ - same (1989.)
- Notorious - same (1990.)
- Razni izvođači - Music from and Inspired by the Film Highlander II: The Quickening (1990.)
- L.A. Blues Authority - same (1991.)
- The KLF - America: What Time Is Love? (singl) (1992.)
- Lynch Mob - same (1992.)
- John Norum - Face the Truth (1992.)
- Geoff Downes/The New Dance Orchestra - Vox Humana (Europska verzija) (1993.)
- Sister Whiskey - Liquor and Poker (1993.)
- Marc Bonilla - American Matador (1993.)
- George Lynch - Sacred Groove (1993.)
- Stevie Salas - Stevie Salas Presents: The Electric Pow Wow (1993.)
- Mötley Crüe - Mötley Crüe (1994.)
- Manfred Ehlert's Amen - same (1994.)
- Various Artists - Smoke on the Water: A Tribute (1994.)
- L.A. Blues Authority Volume V - Cream of the Crop: A Tribute (1994.)
- Hank Davison & Friends - Real Live (1995.)
- Brazen Abbot - Live and Learn (1995.)
- Wet Paint - Shhh.! (1995.)
- Richie Kotzen - Wave of Emotion (1996.)
- Liesegang - No Strings Attached (1996.)
- Asia - Archiva Vol. 1 (1996.)
- Various Artists - To Cry You a Song: A Collection of Tull Tales (1996.)
- Various Artists - Dragon Attack: A Tribute to Queen (1996.)
- Amen - Aguilar (1996.)
- Glenn Hughes/Geoff Downes - The Work Tapes (1998.)
- Glenn Hughes, Johnnie Bolin & Friends - Tommy Bolin: 1997 Tribute (1998.)
- Stuart Smith - Heaven and Earth (1998.)
- Various Artists - Humanary Stew: A Tribute to Alice Cooper (1999.)
- Various Artists - Encores, Legends & Paradox: A Tribute to the Music of ELP (1999.)
- The Bobaloos - The Bobaloos (1999.)
- Niacin - Deep (1999.)
- Erik Norlander - Into the Sunset (2000.)
- Tidewater Grain - Here on the Outside (2000.)
- Voodoo Hill - same (2000.)
- Craig Erickson Project - Shine (2000.)
- Nikolo Kotzev - Nostradamus (2001.)
- Max Magagni - Twister (2001.)
- Various Artists - Stone Cold Queen: A Tribute (2001.)
- Various Artists - Another Hair of the Dog - A Tribute to Nazareth (2001.)
- Various Artists - Let the Tribute Do the Talking - A Tribute to Aerosmith (2001.)
- Ape Quartet - Please Where Do We Live? (2001.)
- Voices of Classic Rock - Voices for America (2001.)
- Ellis - Ellis Three (E-III) (2001.)
- Hughes Turner Project - HTP (2002.)
- Hughes Turner Project - Live in Tokyo (2002.)
- The Alchemist - Songs from the Westside (2002.)
- An All Star Lineup Performing the Songs of Pink Floyd - same (2002.)
- Ryo Okumoto - Coming Through (2002.)
- Jeff Scott Soto - Prism (2002.)
- Various Artists - Influences & Connections, Volume 1, Mr.Big (2003.)
- Hughes Turner Project - HTP 2 (2003.)
- Chris Catena - Freak Out! (2003.)
- Rata Blanca/Glenn Hughes Vivo (2003.)
- Aina - Days of Rising Doom (2003.)
- Voodoo Hill - Wild Seed of Mother Earth (2004.)
- Michael Men Project - Made in Moscow (2005.)
- Phenomena - Psychofantasy (2006.)
- Moonstone Project - Time to Take a Stand (2006.)
- The Lizards - Against All Odds (2006.)
- Quiet Riot - Rehab (2006.)
- Hughes/Thrall - Hughes/Thrall (remastered) (2007.)
- Ken Hensley - Blood on the Highway (2007.)
- Robin George/Glenn Hughes - Sweet Revenge (2008.)

### Film & TV appearances
- 2008. Guitar Gods - Ritchie Blackmore (DVD, intervju)

## Vanjske poveznice
- Službene stranice
- The FUNK Emporium -Službene stranice  Arhivirana inačica izvorne stranice od 11. veljače 2021. (Wayback Machine)